# Zisterzienserabtei Mariënkroon (Onsenoort)

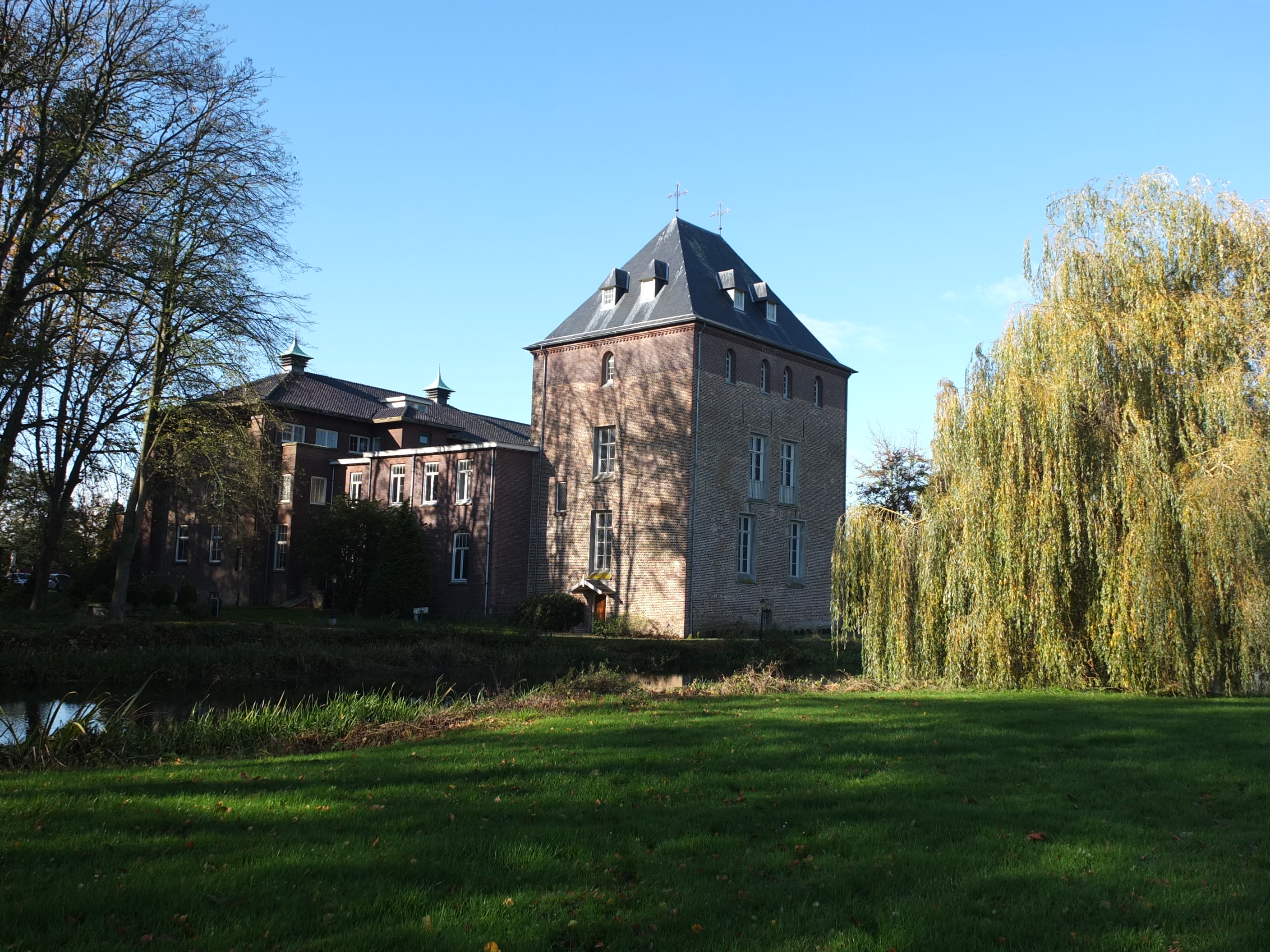
Abteigebäude Mariënkroon

Die Zisterzienserabtei Mariënkroon (Onsenoort) (auch Onsenoort oder Pont-Colbert; lateinisch Abbatia Corona B.M.V.) war von 1904 bis 2016 ein Kloster der Zisterzienser in Nieuwkuijk (heute: Heusden), Provinz Nordbrabant in den Niederlanden. Sie ist nicht zu verwechseln mit dem österreichischen Kloster Marienkron (Mönchhof).

## Geschichte
Die von der klösterfeindlichen Dritten Republik aus Frankreich vertriebene Zisterzienserabtei Pont-Colbert ging 1903 in das von Abt Bernard Maréchal gekaufte Kastell Onsenoort westlich ’s-Hertogenbosch und gründete dort 1904 die Zuflucht Pont-Colbert, auch bekannt als Kloster Sainte-Marie d‘Onzenoort. 1921 kehrte Maréchal, dem ein Gericht 1905 seine Besitzrechte auf die Versailler Abtei Pont-Colbert bestätigt hatte, mit den französischen Mönchen nach Versailles zurück, wohingegen drei niederländische Mönche in Onsenoort blieben, darunter der erste niederländische Novize, Franziskus Janssens, 1924–1947 (nach dem Tod Maréchals) Abt von Pont-Colbert, der 1927 gar Generalabt des Ordens werden sollte. 1928 wurde Onsenoort zum selbständigen Priorat erhoben und trug bei zur Besiedelung der Klöster Val d’Espoir und Spring Bank. 1937 schloss es sich der Kongregation von Kloster Bornem an und legte sich, im Rückgriff auf das frühere Kloster Mariënkroon den Namen Mariënkroon zu. Von 1939 bis 1951 war das Kloster Ziel und Betreuer einer jährlichen Wallfahrt. 1957 wurde es zur Abtei erhoben.
Während es unter dem ersten Abt (Joannes van Engelen, 1897–1976) im Jahre 1960 noch 82 Mönche gab, schrumpfte der Konvent nach dem Zweiten Vatikanischen Konzil auf 28 Mönche (1991) und blieb ohne Neuzugänge. Engelens Nachfolger, Abt Gerardus Hopstaken (1930–2016), verfolgte deshalb eine Politik der progressiven Übergabe des Klosters in andere Hände, ab 1994 mittels der Stiftung Stichting Honsoirde und ab 2002 durch die Stichting Mariapoli Mariënkroon der von Chiara Lubich (1920–2008) gegründeten Fokolarbewegung. 2014 war die Übergabe abgeschlossen, doch lebte das Kloster in dem am Ort wohnenden Abt und in einem gleichaltrigen Mitbruder weiter. Mit dem Tod des Abtes 2016 (und der Überstellung des letzten Mönchs in ein Pflegeheim) darf das Kloster nun endgültig als aufgelöst gelten.